# Das Supertalent
Das Supertalent – program rozrywkowy o charakterze konkursu emitowany przez RTL jako część międzynarodowego talent show Got Talent.
Prowadzącymi program są Marco Schreyl i Daniel Hartwich, a w jury zasiadają Dieter Bohlen, Sylvie Meis, Motsi Mabuse i in.